# برف آخر
برف آخر فیلمی ایرانی به کارگردانی امیرحسین عسگری، نویسندگی امیرحسین عسگری، امیرمحمد عبدی و سید حسن حسینی و تهیه‌کنندگی حسن مصطفوی محصول سال ۱۴۰۰ است.
این فیلم که برای حضور در جشنواره فیلم فجر ثبت نام کرده بود به‌عنوان ۲۲ فیلم نهایی چهلمین دوره جشنواره فیلم فجر انتخاب شد. داستان این فیلم دربارهٔ زندگی یک دامپزشک در کیاسر استان مازندران است. احسان علیخانی یکی از سرمایه‌گذاران این فیلم سینمایی است.
این فیلم در چندین رشته چهلمین دوره جشنواره فیلم فجر نامزد و در نهایت برنده ۴ جایزه بهترین چهره‌پردازی، بهترین فیلمبرداری، بهترین نقش اول مرد و سیمرغ بلورین جایزه ویژه هیئت داوران شد. این فیلم همچنین بعد از موقعیت مهدی و علفزار با نامزدی در ۱۲ رشته دارای بیشترین تعداد نامزدی در این دوره از جشنواره فیلم فجر بود.

## داستان
یوسف دامپزشک موفق و متعهدی است که در روستای کیاسر از توابع ساری زندگی می‌کند. داستان فیلم درباره ناپدید شدن خورشید، دختر دوست صمیمی او، خلیل، روایت می‌شود. در ابتدا مشخص نیست که چه اتفاقی برای خورشید افتاده و همه اهالی روستا با دلسوزی در جستجوی او هستند. اما با گذشت زمان، راز پنهانی برملا می‌شود که مسیر ماجرا را تغییر می‌دهد.

## بازیگران
- امین حیایی
- لادن مستوفی
- مجید صالحی
- نوشین مسعودیان
- صادق ملک
- امیر مشهدی عباس
- امیرعباس رودگر صفاری
- مهدی مهربان

## جوایز و افتخارات
| مراسم            | تاریخ برگزاری | بخش                                 | نامزد                                     | نتیجه    | منبع        |
| ---------------- | ------------- | ----------------------------------- | ----------------------------------------- | -------- | ----------- |
| جشنواره فیلم فجر | ۲۲ بهمن ۱۴۰۰  | بهترین جلوه‌های بصری                 | کامیار شفیع‌پور                            | نامزدشده | [ ۶ ] [ ۷ ] |
| جشنواره فیلم فجر | ۲۲ بهمن ۱۴۰۰  | بهترین چهره‌پردازی                   | امید گلزاده                               | برنده    | [ ۶ ] [ ۷ ] |
| جشنواره فیلم فجر | ۲۲ بهمن ۱۴۰۰  | بهترین طراحی صحنه                   | علی نصیری‌نیا                              | نامزدشده | [ ۶ ] [ ۷ ] |
| جشنواره فیلم فجر | ۲۲ بهمن ۱۴۰۰  | بهترین طراحی لباس                   | علی نصیری‌نیا                              | نامزدشده | [ ۶ ] [ ۷ ] |
| جشنواره فیلم فجر | ۲۲ بهمن ۱۴۰۰  | بهترین فیلمبرداری                   | آرمان فیاض                                | برنده    | [ ۶ ] [ ۷ ] |
| جشنواره فیلم فجر | ۲۲ بهمن ۱۴۰۰  | بهترین نقش مکمل مرد                 | مجید صالحی                                | نامزدشده | [ ۶ ] [ ۷ ] |
| جشنواره فیلم فجر | ۲۲ بهمن ۱۴۰۰  | بهترین نقش مکمل زن                  | نوشین مسعودیان                            | نامزدشده | [ ۶ ] [ ۷ ] |
| جشنواره فیلم فجر | ۲۲ بهمن ۱۴۰۰  | بهترین نقش اول مرد                  | امین حیایی                                | برنده    | [ ۶ ] [ ۷ ] |
| جشنواره فیلم فجر | ۲۲ بهمن ۱۴۰۰  | بهترین نقش اول زن                   | لادن مستوفی                               | نامزدشده | [ ۶ ] [ ۷ ] |
| جشنواره فیلم فجر | ۲۲ بهمن ۱۴۰۰  | بهترین فیلمنامه                     | امیرحسین عسگری امیرمحمد عبدی سیدحسن حسینی | نامزدشده | [ ۶ ] [ ۷ ] |
| جشنواره فیلم فجر | ۲۲ بهمن ۱۴۰۰  | سیمرغ بلورین جایزه ویژه هیئت داوران | امیرحسین عسگری                            | برنده    | [ ۶ ] [ ۷ ] |
| جشنواره فیلم فجر | ۲۲ بهمن ۱۴۰۰  | بهترین فیلم                         | حسن مصطفوی                                | نامزدشده | [ ۶ ] [ ۷ ] |